# Esthlogenopsis atlantica
Esthlogenopsis atlantica är en skalbaggsart som beskrevs av Monné M. A. och Monné M. L. 2007. Esthlogenopsis atlantica ingår i släktet Esthlogenopsis och familjen långhorningar. Inga underarter finns listade i Catalogue of Life.